# 黄都镇
黄都镇，是中华人民共和国贵州省遵义市务川仡佬族苗族自治县下辖的一个乡镇级行政单位。

## 行政区划
黄都镇下辖以下地区：
黄都村、桂花村、燕龙村、万元村、三合村、云丰村、大竹村、丝棉村和高洞村。